# É o Tchan!
É o Tchan! est un groupe brésilien de pagode baiano, originaire de Salvador, Bahia.

## Histoire
À l'origine, ce groupe est anciennement connu sous le nom de Gera Samba. Il doit changer de nom pour une question de droits d'auteur (un groupe homonyme existant déjà). Ils se fait connaitre par leurs chansons aux paroles à double sens et pour leurs danseuses, connues en tant que les Morena do Tchan (brune du Tchan) et Loira do Tchan (blonde du Tchan). Régulièrement, lorsqu'une danseuse quitte le groupe, une élection est organisée parmi les prétendantes. Les concours sont organisés dans les programmes télévisés du dimanche et le vote du public désignait qui serait la nouvelle Musa do Tchan (muse du Tchan).
Tony Salles devient le chanteur principal du groupe en 2001, à la place de Compadre Washington. Le chanteur apparaît sur l'album É o Tchan Ao Vivo en 2002. En 2003, Silmara Miranda devient la danseuse du groupe à la place de Sheila Mello. Cette fois, le concours pour la nouvelle blonde Tchan a lieu sur SBT.
En 2004, les anciens membres d'É o Tchan se réunissent pour célébrer le dixième anniversaire du groupe - seule Sheila Mello n'y participe pas,. En 2005, le groupe est rejoint par les danseuses Aline Rosado et Juliane Almeida, qui remportent à égalité le concours de la nouvelle brune Tchan sur Domingo Legal, à la place de Scheila Carvalho. La séparation d'É o Tchan est annoncée en 2006, mais le groupe revient en 2007 avec Johny Lopes et Jack Fiaes comme chanteurs, ne gardant qu'Aline et Juliane comme danseuses,. De 2009 à 2010, Kléber Menezes est le chanteur. 
Beto Jamaica et Compadre Washington reprennent leur partenariat en 2010. Le nouveau groupe compte six danseuses, dont Juliane Almeida, un vestige de la formation précédente,,. En 2014, É o Tchan revient sur le devant de la scène après que Compadre Washington apparait dans une publicité pour le service de vente Bom Negócio. La phrase d'accroche « Sabe de nada, inocente ! » devient une chanson du groupe - à l'époque, Joyce Mattos et Elisangela Pereira étaient les danseuses du groupe,. En 2016, le groupe réussit à obtenir un succès au carnaval de Salvador. Bota a Cara no Sol remporte le Trofeu Band Folia.
É o Tchan célèbre son 30e anniversaire en 2023, ramenant Scheila Carvalho, Sheilla Melo et Jacaré,. Carla Perez n'a pas participé à la réunion, mais a fait une apparition en 2024 lors d'un concert à Salvador. 

## Discographie
- 1995 : É o Tchan - Gera Samba
- 1996 : Na Cabeça e na Cintura
- 1997 : É o Tchan do Brasil
- 1998 : É o Tchan no Hawaí
- 1999 : O Tchan na Selva
- 2000 : Tchan.com.br
- 2001 : Funk do Tchan
- 2002 : Turma do Batente
- 2002 : É o Tchan ao Vivo
- 2003 : É o Tchan ligado em 220v
- 2004 : 10 Anos
- 2017 : Desafio do Manequim